# 미래전대 타임레인저 vs. 고고파이브
《미래전대 타임레인저 vs. 고고파이브》(未来戦隊タイムレンジャーVSゴーゴーファイブ)는 2001년 3월 10일에 발매된 오리지널 비디오 작품이다. 《미래전대 타임레인저》의 오리지널 비디오 작품이며, 슈퍼 전대 vs. 시리즈의 하나이다.

## 개요
《미래전대 타임레인저》과 《구급전대 고고파이브》의 크로스 오버 작품인 슈퍼 전대 V시네마 제7탄. 타임레인저가 슈퍼 전대 V시네마에 등장한 것은 본작이 유일하다[1].
두 전대가 원시 시대, 에도 시대 서부 개척 시대 각각에 타임 슬립 한다. 또한 《고고파이브》에서 적 간부 피에르도 등장한다. 《고고파이브》 본편 막판 베이 에리어 55는 침수되자 빅토리 로봇을 파괴하고 있지만, 본작에서는 로봇이 건재한 1999년 당시부터 소환하는 수단으로 재등장을 하고 타임 로보와 부표 렉스와 협력의 오리지널 기술"부담 프로미넨스"을 보인다.
고고 파이브는 타임 레인저의 것을 알고 현장으로 급행했을 때 언급하고 있다. 타임 레인저들도 현대인인 타츠야와 나오토의 두 사람이 고고 파이브 및 빅토리 로보의 것을 알고 있었다는 발언을 하고 있다. 더욱이 론다즈 패밀리도 재마 일족을 알고 있다. 또 타임 레인저의 특별 편 《슈퍼전대 대집합》에서 본작을 다루고 있다.
시계열이 명확히 담보되지 않은 작품이 많은 본 시리즈로는 드물게 시계열이 명확히 설정되어 있다[2]작품이다.
ED에는 OP 《JIKU, ~미래전대 타임레인저~》의 영사판 《Beyond time and space》가 사용된다(OP, ED의 크레디트는 없음).
본 작품보다 디스크 미디어가 레이저 디스크로 DVD로 이행하고 본 작품 발매를 전후해서 《초력전대 오레인저: 올레 vs. 카쿠레인저》에서 《구급전대 고고파이브 vs. 긴가맨》까지 DVD도 발매된다[3][4].

## 출연작

### 주연
- 아사미 타츠야/타임 레드 : 나가이 마사루
- 유리/타임 핑크 : 카츠무라 미카
- 아야세/타임 블루 : 키도 유지
- 도몬/타임 옐로 : 코이즈미 토모히데
- 시온/타임 그린 : 쿠라누키 마사히로
- 타키자와 나오토/타임파이어 : 카사하라 신지
- 타츠미 마토이 / 고 레드 : 니시오카 류이치로
- 타츠미 나가레 / 고 블루 : 타니구치 마사시
- 타츠미 쇼 / 고 그린 : 하라다 아츠시
- 타츠미 다이온 / 고 옐로 : 시바타 켄지
- 타츠미 마츠리 / 고 핑크 : 시바타 카요코

### 주조연
- 타쿠 (목소리) : 누미다 요스케
- 타츠미 몬도 : 마이크 마키
- 돈 도르네로 (목소리) : 오오토모 류자부로
- 기엔 (목소리) : 토베 코우지
- 리라 : 구루 아사미
- 집사 피에르 (목소리) : 마츠노 타이키
- 살인 복서 보리발 (목소리) : 야오 카즈키